# Ptéryge

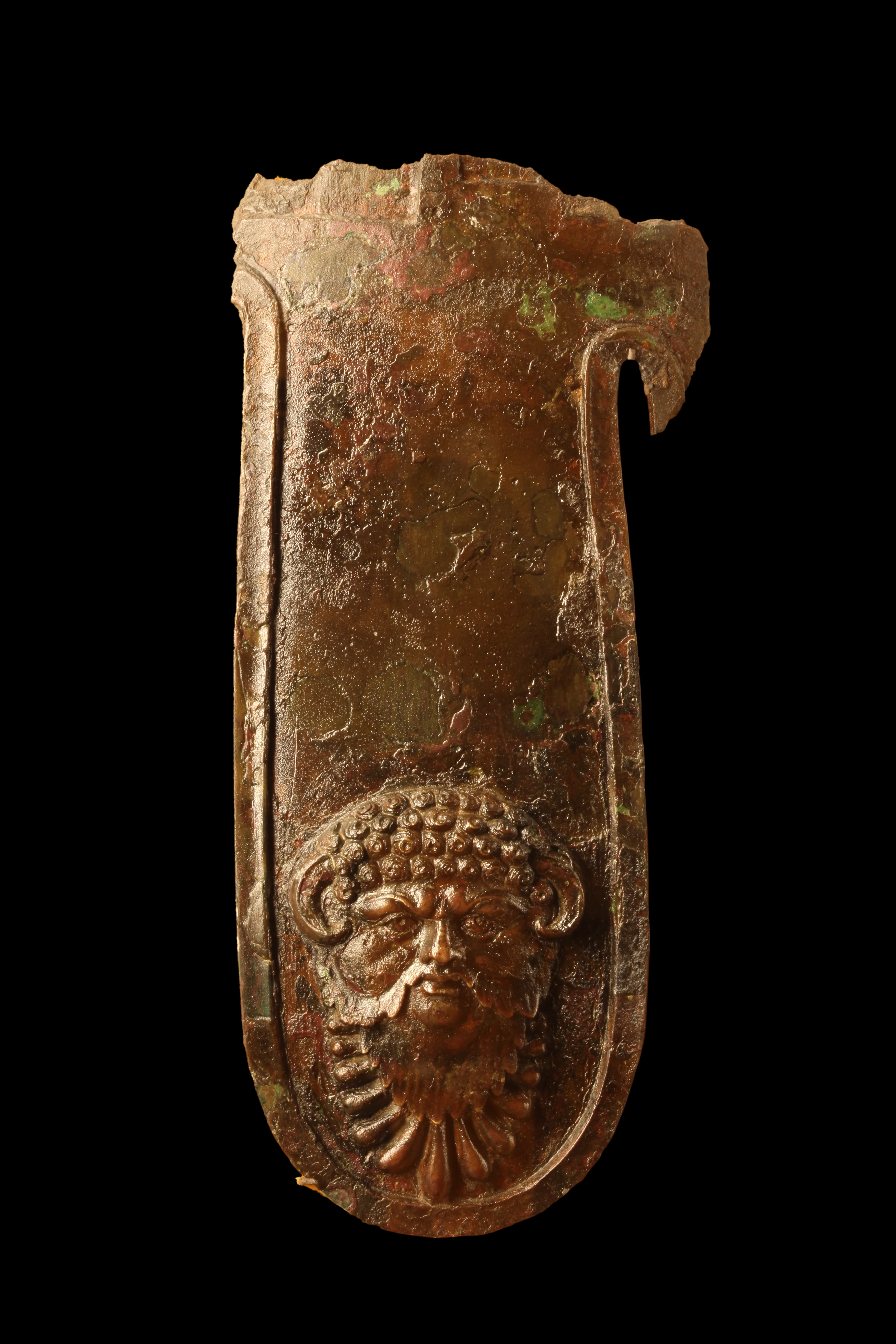
Ptéryge de bronze avec visage de Jupiter-Amon (pouvant provenir d'une statue). Musée des Beaux-Arts de Lyon

Une ptéryge est une lanière de cuir ou de métal, partie d'une armure celte, grecque et romaine antique. Ces lanières forment une jupe à franges portée sous la cuirasse et la Lorica segmentata, ou tombant sur le haut des bras comme des épaulettes.
Chez les Grecs, l'assemblage de lanières de cuir ou lin formant une jupe/ceinture indépendante (mais complémentaire) de la cuirasse est appelé Ptérux.